# Петренко Сергій Сергійович
Сергі́й Сергі́йович Петре́нко — український військовослужбовець, учасник російсько-української війни, загинув внаслідок теракту в Оленівці. Молодший лейтенант, військовослужбовець Окремого загону спеціального призначення НГУ «Азов» НГУ, 12 БрОП НГУ

## Життєпис
Народився 27 серпня 1996 року. 
Долучився до лав ОЗСП НГУ «Азов» у 2017 році, одразу після закінчення університету. 
Через великий зріст служив мінометником. Останній рік перед вторгненням був інструктором у військовій школі імені Євгена Коновальця в полку. 
За 9 місяців до повномасштабної війни зустрів свою кохану дівчину Олю. 
25 березня 2022 загинув його друг Максим Кагал, а Сергій зазнав поранення стопи й не міг далі воювати. 
У травні вийшов з «Азовсталі» й перед виходом планував, як він повернеться в стрій. 

## Загибель
Загинув у полоні у виправній колонії № 120 в окупованому смт Оленівка на території Донецької області. Прощання відбулося 14 листопада 2023 у Київському крематорії .
В жовтні 2022 повернули тіла серед яких було тіло Сергія.
Нагороджений орденом «За мужність» III ступеня. 